# Список керівників держав 290 року
Список керівників держав 290 року — це перелік правителів країн світу 290 року
Список керівників держав 289 року — 290 рік — Список керівників держав 291 року — Список керівників держав за роками

## Європа
- Боспорська держава — цар Фофорс (278-309)
- Думнонія — Карадок (290-305)
- Ірландія — верховний король Фіаха Срайбтіне (285-322)
- Римська імперія
  - на сході правив імператор Діоклетіан (284-305)
  - на заході правив імператор Максиміан (286-305)
    - консул Діоклетіан (290)
    - консул Максиміан (290)

## Азія
- Велика Вірменія — цар Трдат III (287-330)
- Диньяваді (династія Сур'я) — раджа Патипат (245-298)
- Іберійське царство — цар Міріан III (284-361)
- Індія
  - Царство Вакатаків — імператор Праварасена I (270-330)
  - Імперія Гуптів — магараджа Гхатоткача (280-319)
  - Західні Кшатрапи — махакшатрап Бхартрдаман (282-295)
  - Кушанська імперія — великий імператор Васудева II (275-310)
  - Раджарата — раджа Махасена (277-304)
  - Держава Чера — цар Іламкадунго (287-317)
- Китай
  - Династія Цзінь — імператор Сима Янь (У-ді) (265-290), його змінив син імператор Сима Чжун (Хуей-ді) (290-307), який правив за допомогою регента Ян Цзюня (290-291)
- Корея
  - Кая (племінний союз) — кимгван Мапхун (259-291)
  - Когурьо — тхеван (король) Сочхон (270-292)
  - Пекче — король Чхекке (286-298)
  - Сілла — ісагим (король) Юре (284-298)
- Паган — король Хті Мін Ін (242-299)
- Персія
  - Бактрія і Гандхара — кушаншах Гормізд I (265-295)
  - Держава Сасанідів — шахіншах Бахрам II (276-293)
- Ліньї — Фам Дат (284—336)
- Сипау (Онг Паун) — Со Вай Па (257-309)
- плем'я табгачів — вождь Тоба Чо (286-293)
- Японія — імператор Одзін (270-310)

## Африка
- Аксумське царство — негус Ендубіс (бл.270-бл.300)
- Царство Куш — цар Іесбехеамані (286-306)